# STORM RIDERS feat. SLASH
《STORM RIDERS feat. SLASH》是日本音樂團體第三代J Soul Brothers的第17張單曲。於2015年4月22日由rhythm zone發售。

## 概要
- 《STORM RIDERS feat. SLASH》是第三代J Soul Brothers兩週連續單曲發行的第二作。
- A面曲《STORM RIDERS feat. SLASH》是第三代J Soul Brothers與美国的硬摇滚乐队槍與玫瑰的前任主吉他手SLASH的合作單曲，亦是Talk Live App「755」的電視廣告歌曲。
- B面曲《J.S.B. DREAM》是品牌Samantha Tiara & Samantha Thavasa 「Samantha Jewelry」的電視廣告歌曲。
- 此單曲有2個版本，分別有「CD+DVD」和「CD ONLY」。「CD+DVD」收錄了《STORM RIDERS feat. SLASH》的Music Video。
- 在5月4日於公信榜单曲週排行榜取得第3位。

## 收錄曲目

### CD
1. STORM RIDERS feat. SLASH
（作詞：TAKANORI(LL BROTHERS)、ALLY 作曲：ZETTON, Shikata, CHRIS HOPE）
2. J.S.B. DREAM
（作詞：STY 作曲：STY）
3. STORM RIDERS feat. SLASH（Instrumental）
4. J.S.B. DREAM（Instrumental）

### DVD
1. STORM RIDERS feat. SLASH（Music Video）

## 外部連結
- YouTube上的STORM RIDERS
- YouTube上的J.S.B. DREAM
- Sportfy上的STORM RIDERS （页面存档备份，存于）